# Biezwil
Biezwil es una comuna suiza del cantón de Soleura, situada en el distrito de Bucheggberg. Limita al norte con la comuna de Oberwil bei Büren (BE), al este con Lüterswil-Gächliwil, al sur con Messen, y al oeste con Schnottwil.